# Lijst van burgemeesters van Bladel en Netersel
Dit is een lijst van burgemeesters van de voormalige Nederlandse gemeente Bladel en Netersel in de provincie Noord-Brabant tot deze gemeente op 1 januari 1997 fuseerde met de gemeente Hoogeloon, Hapert en Casteren tot de gemeente Bladel.
| Ambtsperiode | Naam burgemeester              | Partij of stroming | Bijzonderheden                                                                 |
| ------------ | ------------------------------ | ------------------ | ------------------------------------------------------------------------------ |
| 1810         | P. Janssen                     |                    | Maire                                                                          |
| 1814 - 1822  | St. Lefebvre                   |                    | Schout                                                                         |
| 1822 - 1852  | Jan Franciscus Cornelis Meijer |                    |                                                                                |
| 1852 - 1878  | J. Snieders                    |                    |                                                                                |
| 1878 - 1886  | F. Snieders                    |                    |                                                                                |
| 1886 - 1924  | H. Coolen                      |                    |                                                                                |
| 1924 - 1951  | P.J. Goossens                  |                    | tevens (waarnemend) burgemeester van Hoogeloon, Hapert en Casteren (1941-1951) |
| 1952 - 1973  | P.G. Ballings                  |                    |                                                                                |
| 1973 - 1987  | Henk (H.M.) Breeveld           | KVP/CDA            |                                                                                |
| 1988 -1997   | Arnold (A.J.) van Houdt        | CDA                |                                                                                |